# 記述二元論
記述二元論（きじゅつにげんろん、英: Predicate Dualism）とは、物事の記述の仕方が二通り以上あって、かつそれらが互いに還元不可能な場合がある、という考え。